# Сетана (Хоккайдо)

42°22′ пн. ш. 139°53′ сх. д. / 42.367° пн. ш. 139.883° сх. д.
Сета́на (яп. せたな町, せたなちょう, МФА: [setana t͡ɕoː]) — містечко в Японії, в повіті Кудо округу Хіяма префектури Хоккайдо. Станом на 1 жовтня 2008 року площа містечка становила 638,67 км². Станом на 31 березня 2017 населення містечка становило 8357 осіб.